# Вентрис, Майкл
Майкл Джордж Френсис Вентрис, (англ. Michael George Francis Ventris, 12 июля 1922 — 6 сентября 1956) — английский архитектор. Более известен как лингвист-самоучка, дешифровавший (совместно с Дж. Чедвиком) наиболее позднюю форму критского письма — Линейное письмо Б.

## Биография
В детстве жил в Швейцарии. Рано проявил способности к языкам, уже в школьном возрасте свободно говорил, читал и писал на 6 европейских языках, включая русский. Мать — полька (Anna Dorota Janasz) научила его польскому. Начальное образование он получил не в Англии, а в Швейцарии, где можно было услышать и французскую, и немецкую, и итальянскую речь. В школе М. Вентрис учил французский и немецкий языки. Кроме того, владел латынью и древнегреческим. В 1940—1948 обучался на архитектора (с перерывом на время 2-й мировой войны, когда он служил в штурманом дальнего бомбардировщика). 6 сентября 1956 года поздно ночью Майкл Вентрис возвращался домой по Большому Северному шоссе. В Хатфилде, неподалёку от Лондона, его машина столкнулась с грузовиком. Смерть наступила мгновенно. Вентрису было 34 года.

## Критское письмо
Новаторский подход Вентриса при дешифровке критского письма состоял в отказе от неоправдавшего себя сравнительного метода (знаки критского письма не имели аналогов среди письменностей того времени) в пользу математических и логико-комбинаторных методов. Правильность дешифровки Вентриса была подтверждена в 1952 году, когда К. Блеген опубликовал большое количество табличек из Пилоса, неизвестных Вентрису.
Первоначально Вентрис предполагал, что минойский язык (язык догреческих критских надписей) был родственен этрусскому. Он сопоставил большое количество исторических свидетельств о связях между критской цивилизацией и более поздней культурой этрусков, которые, хотя и не помогли в дешифровке, но продвинули изучение древней истории Средиземноморья.
Изначально Вентрис установил слоговой характер критских надписей, а также поддержал гипотезу А. Эванса и Дж. Дэниэла о связи между критским и кипрским письмом. Поскольку за почти тысячелетие знаки сильно эволюционировали, лишь около десятка кипрских знаков можно было с разной степенью надёжности сопоставить с критскими. Сам Эванс относился к сходству между кипрскими и критскими знаками осторожно, так как получавшееся в результате прочтение отдельных слов по-гречески представлялось ему невозможным.
В 1948 году американский лингвист Алиса Кобер обнаружила чередования слоговых знаков в окончаниях слов, сопоставила их чередования и установила ряд чётких закономерностей, однако не смогла довести своё исследование до конца по состоянию здоровья (в это время она уже болела раком и умерла в 1950 г.). Эмметт Беннетт, сотрудничавший с Кобер, а после её смерти — с Эвансом, установил вариации знаков Линейного письма Б. Опираясь на работы Кобер и Беннетта, Вентрис пошёл дальше и составил таблицу, где в столбцах располагались знаки с предположительно совпадающими гласными, а в строках — с предположительно совпадающими согласными. Благодаря сопоставлению с кипрскими знаками Вентрис предположил чтение нескольких десятков знаков (иногда — с вариантами).
Далее Вентрис проанализировал структуру текстов Линейным письмом Б (более ранние тексты он не анализировал из-за скудости материала; кроме того, он предполагал — и так в результате и оказалось — что за более ранними надписями стоит другой язык). Это были бюрократические документы, в основном учётного характера. Тексты были снабжены большим количеством идеограмм, а также знаками числительных — последние были относительно легко дешифрованы ещё предшественниками Вентриса. Удачей Вентриса было то, что он обнаружил слова, которые можно было идентифицировать как топонимы: их употребление было чётко привязано к местам нахождения табличек. С помощью своей таблицы он прочёл топонимы «Кносс», «Амнис», «Пилос».
Дальнейший ход дешифровки показал, что за надписями, вероятно, стоит ранняя форма греческого языка. В радиоинтервью с рассказом о предварительных результатах дешифровки Вентрис обратился за помощью. Его коллегой стал лингвист Джон Чедвик, который довёл дешифровку до конца, а после его смерти осуществил публикацию и перевод корпуса надписей Линейным письмом Б. Заслугой Чедвика, в частности, является восстановление исторической фонетики древнегреческого языка.
Дешифровка Вентриса — Чедвика первоначально подверглась жёсткой критике в академической среде; многие откровенно называли их «выскочками». Тем не менее, нахождение всё новых и новых надписей линейным письмом Б (к настоящему времени их известно несколько тысяч) лишь подтвердило их гипотезу. Американский археолог Карл Блеген, располагавший большим количеством надписей Линейным письмом Б, неизвестных Вентрису и Чедвику, подставил в тексты предложенные ими значения знаков, в результате получились осмысленные тексты на греческом языке, а значение ряда слов дополнительно подтверждалось стоящими рядом идеограммами. К 1955 году дешифровка Вентриса была признана академическим миром, авторы прежних попыток дешифровки (В. И. Георгиев, Э. Зиттиг и др.) отказались от своих версий. Дольше всех (до середины 1960-х гг.) с критической точки зрения выступали А.Дж. Битти и Сол Левин.
В СССР активным сторонником и пропагандистом дешифровки Вентриса был известный историк античности Соломон Лурье — благодаря книгам и публикациям Лурье работы Вентриса очень скоро получили известность среди отечественных историков античности.
После дешифровки Линейного письма Б стало возможно прочесть и большинство надписей более ранним письмом — Линейным А — однако язык их (минойский язык) по-прежнему непонятен.

## Семья
Жена (с 1942 г.) — Лоис Элизабет Нокс-Нивен, сын Никки (1942—1984) и дочь Тесса (р. 1946).

## Память
В 1959 году был посмертно удостоен Медали Кеньона от Британской академии.
В 1970 году Международный астрономический союз присвоил имя Майкла Вентриса кратеру на обратной стороне Луны.